# Nitinol
Le nickel-titane, connu aussi sous le nom de Nitinol est un alliage de nickel et de titane, dans lequel ces deux éléments sont approximativement présents dans les mêmes pourcentages.
Cet alliage possède deux propriétés bien spécifiques : la mémoire de forme et une super-élasticité (connue également sous le nom de pseudo-élasticité).
La mémoire de forme correspond à la capacité du nitinol à retrouver sa forme originale après avoir enduré une déformation, ainsi que celle d’alterner entre deux formes autour d’une température de transformation critique.
La super-élasticité apparaît dans une échelle de températures juste au-dessus de la température de transformation. Dans ce cas, aucun chauffage n’est nécessaire pour déformer le matériau, et celui-ci présente une élasticité exceptionnelle, 10 à 30 fois plus qu’un métal ordinaire.

## Histoire
Le terme Nitinol dérive de sa composition et du lieu de sa découverte (Nickel Titanium Naval Ordnance Laboratory). William J. Buehler et Frederick Wang découvrirent ses propriétés lors de recherches au Naval Ordnance Laboratory en 1962.
Tandis que les applications potentielles du nitinol furent très vite envisagées, les efforts de commercialisation de l’alliage n’eurent lieu que dix ans plus tard. Ce retard est lié à la difficulté de mise en place du procédé de fabrication de l’alliage.
Malgré des aides financières, il n’y eut pas vraiment de résultats avant les années 1990, durant lesquelles les difficultés pratiques furent enfin résolues.
La découverte de la mémoire de forme date de 1932, avec les premières observations du chercheur suédois Arne Ölander concernant les propriétés des alliages d’or et de cadmium. Le même effet fut observé sur l’alliage de cuivre et zinc au début des années 1950.
Des alliages nickel-titane (Ni-Ti) avec une composition presque équiatomique ont été testé avec succès, sous forme de film, pour la microscopie électronique, et depuis plus longtemps, ils sont utilisés en dentisterie pour leurs propriétés de mémoire de forme (MF) et de superélasticité (SE) avec une excellente cytocompatibilité et une bonne résistance à la corrosion. Sa propriété Mémoire de forme est liée à une température de transition (TTR) proche de la température de la bouche, permettant un actionnement multiple. Sa superélasticité est exploitée par l’orthodontique pour ce qu’elle permet de répondre aux forces physiologiques légères à fortes, et exercées sur les dents, du fait de la mastication notamment. Cet alliage, qui peut remplacer le titane ou le zirconium par exemple utilisés pour de nouveaux matériau céramique à base de dioxyde de zirconium, polycristal de zircone tétragonal stabilisé à l’yttrium (Y-TZP), a et utilisé pour produire des pivots dentaires, dont des implants dentaires poreux favorisant une meilleure intégration osseuse ; des arcs et fils orthodontiques, des éléments endodontiques, des outils de dentisterie et d’autres éléments (ex. : expanseur du palais, appareil orthodontique, généralement fixé sur les molaires et utilisé pour élargir le palais (le toit de la bouche) ainsi que la mâchoire supérieure). Cependant son vieillissement et le type de traitement thermique effectué sur ces dispositifs, lors de la stérilisation notamment, ou le caractère corrosif de certains désinfectants modifient parfois négativement leurs propriétés thermomécaniques, au détriment du patient.

## Mécanisme
La spécificité du nitinol dérive de ses propriétés de transformation réversible à l’état solide, connue sous le nom de transformation martensitique (en).
À haute température, le nitinol possède une structure primitive de cube cristallin, qui constitue sa structure « parentale », encore appelée état austénitique. À basse température, le nitinol se transforme spontanément en une structure plus complexe de cristal, appelée état martensitique.

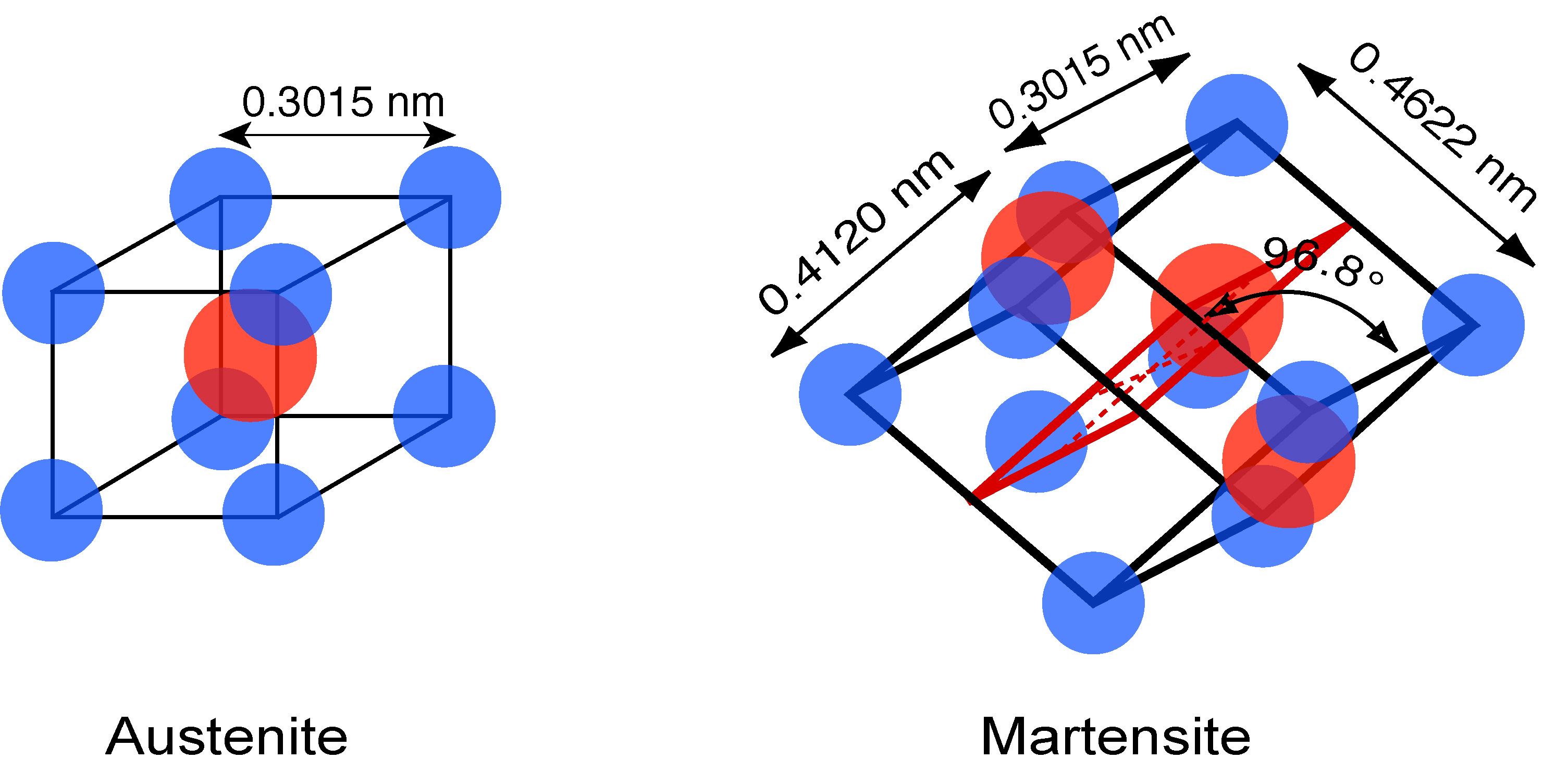
Les structures austénitique et martensitique du nitinol.

La température à laquelle se produit le changement de structure est appelée température de transformation. Plus précisément, il existe quatre températures de transformation. Quand l’alliage se refroidit en phase austénitique, la structure martensitique commence à se former quand la température atteint le point martensitique, ou température Ms. La température à laquelle la transformation est complète est notée température Mf. Quand l’alliage est totalement à l’état martensitique et qu’il est sujet à un chauffage, l’état austénitique commence à se former à la température As, et la transformation se termine à la température Af.
Il existe différents aspects essentiels dans la phase de transformation du nitinol :
- premièrement, la transformation est réversible, ce qui signifie qu’un chauffage au-dessus de la température de transformation fera repasser la structure cristalline à une simple structure austénitique ;
- le second point clé est que la transformation est instantanée, dans un sens comme dans l’autre.